# Бор (Боровицький район)
Бор (рос. Бор) — присілок у Боровицькому районі Новгородської області Російської Федерації.
Населення становить 20 осіб. Належить до муніципального утворення Волокське сільське поселення.

## Історія
До 1927 року населений пункт перебував у складі Новгородської губернії. У 1927-1944 роках перебував у складі Ленінградської області.
Орган місцевого самоврядування від 2010 року — Волокське сільське поселення.

## Населення
| 1989 | 2002 | 2006 | 2008 | 2009 | 2010 |
| ---- | ---- | ---- | ---- | ---- | ---- |
| 23   | ↗32  | ↘28  | ↗31  | ↗33  | ↘20  |